# Henicopernis
Henicopernis is een geslacht van vogels uit de familie van de havikachtigen (Accipitridae). De wetenschappelijke naam van het geslacht is voor het eerst geldig gepubliceerd in 1859 door Gray.

## Soorten
De volgende soorten zijn bij het geslacht ingedeeld:
- Henicopernis infuscatus – Zwarte wespendief
- Henicopernis longicauda – Nieuw-Guinese wespendief